# 新疆生产建设兵团第二中学
43°48′04″N 87°37′58″E / 43.80119°N 87.63278°E
新疆生产建设兵团第二中学，原新疆军区运输部子女学校、乌鲁木齐市第二十七中学，是位于中华人民共和国新疆乌鲁木齐天山区五星南路251号的一所全日制中学。1959年成为新疆维吾尔自治区首批公立重点中学，1978年成为乌鲁木齐市重点中学，1984年成为兵团重点中学，2006年被命名为兵团示范性高级中学，直接隶属于兵团教育局。

## 特色
该校1951年9月创建。当时名新疆军区运输部子女学校，后相继更名新疆生产建设兵团运输处子女学校、新疆生产建设兵团工交部子女学校、新疆生产建设兵团后勤部直属中学。1975年兵团撤消，学校归属地方领导，更名乌鲁木齐市第二十七中学。1984年，兵团恢复后重归兵团，恢复名新疆生产建设兵团第二中学，并定为兵团重点中学。学校设有小学部。

## 活动
兵团二中有历史悠久的篮球队。其中可兰白克·马坎入选中国国家男子篮球队。梁英琪效力于广汇男子篮球队，王涛入选北京大学篮球队。
2017年，兵团二中代表队在第六十九届德国纽伦堡国际发明展上获得两个金奖、两个银奖、一个铜奖及团体创意赛冠军。